# Arys (Syrdarja)
Der Arys (russisch Ары́с, Ары́сь) ist ein rechter Nebenfluss des Syrdarja in der kasachischen Provinz Türkistan.
Der Arys entspringt im Talas-Alatau. Von dort fließt er in überwiegend westlicher Richtung durch eine wüstenhafte Ebene zwischen dem Qaratau im Norden und dem Talas-Alatau im Süden. Er nimmt die Nebenflüsse  Aqsu, Maschat und Badam von links, sowie Boraldai von rechts auf. Bei der gleichnamigen Stadt Arys wendet er sich nach Nordwesten und mündet nach 378 km rechtsseitig in den Syrdarja. Der Arys entwässert ein Areal von 14.900 km². Bei Arys weist der Fluss einen mittleren Abfluss (MQ) von 46,6 m³/s auf. Im April führt der Arys die größte Wassermenge, im August die geringste. Ein Teil des Wassers des Arys wird zur Bewässerung abgeleitet.